# طينجير
طينجير ( رمز اتحاد النقل الجوي الدولي : ؟ . رمز منظمة الطيران المدني الدولي : ؟ ) هي شركة طيران مغربية منخفضة التكلفة مقرها مطار طنجة ابن بطوطة الدولي في طنجة .

## وجهات

### أفريقيا
| بلد    | مدينة         | مطار                       | جهاز               |
| ------ | ------------- | -------------------------- | ------------------ |
| المغرب | الدار البيضاء | مطار محمد الخامس الدولي    | بريتش ايروسبيس 146 |
| المغرب | الناظور       | مطار الناظور العروي        | بريتش ايروسبيس 146 |
| المغرب | طنجة          | مطار طنجة ابن بطوطة الدولي | بريتش ايروسبيس 146 |
| تونس   | تونس          | مطار تونس قرطاج الدولي     | بريتش ايروسبيس 146 |

### أوروبا
| البلد           | المدينة   | مطار                      | الجهاز             |
| --------------- | --------- | ------------------------- | ------------------ |
| ألمانيا         | فرانكفورت | مطار فرانكفورت            | بريتش ايروسبيس 146 |
| بلجيكا          | بروكسيل   | مطار بروكسل الدولي        | بريتش ايروسبيس 146 |
| إسبانيا         | برشلونة   | مطار برشلونة الدولي       | بريتش ايروسبيس 146 |
| إسبانيا         | مدريد     | مطار مدريد باراخاس الدولي | بريتش ايروسبيس 146 |
| فرنسا           | باريس     | مطار باريس أورلي          | بريتش ايروسبيس 146 |
| إيطاليا         | ميلانو    | مطار مالبينسا             | بريتش ايروسبيس 146 |
| هولندا          | أمستردام  | مطار سخيبول أمستردام      | بريتش ايروسبيس 146 |
| هولندا          | روتردام   | مطار روتردام              | بريتش ايروسبيس 146 |
| المملكة المتحدة | لندن      | مطار لندن هيثرو           | بريتش ايروسبيس 146 |
| سويسرا          | جنيف      | مطار جنيف الدولي          | بريتش ايروسبيس 146 |

## وصلات خارجية
- الموقع الرسمي